# Дамре
Дамре (фр. Damerey) насеље је и општина у источном делу централне Француске у региону Бургоња, у департману Саона и Лоара која припада префектури Шалон сир Саон.
По подацима из 2011. године у општини је живело 590 становника, а густина насељености је износила 50,77 становника/km². Општина се простире на површини од 11,62 km². Налази се на средњој надморској висини од 180 метара (максималној 196 m, а минималној 174 m).

## Демографија
| 1962. | 1968. | 1975. | 1982. | 1990. | 1999. | 2011. |
| ----- | ----- | ----- | ----- | ----- | ----- | ----- |
| 381   | 389   | 364   | 409   | 432   | 421   | 590   |

График промене броја становника у току последњих година